# Park Małe Planty w Mikołowie
Małe Planty w Mikołowie – zespół parkowo-rekreacyjny w Mikołowie w dzielnicy Centrum. Od 2018 roku znajduje się tutaj siłownia na wolnym powietrzu, a od 2021 roku działa tutaj tężnia solankowa. Park zorganizowany jest na styl ogrodowy. W początkowej części parku, od bramy południowej, czyli od strony zabytkowego rynku mikołowskiego znajduje się plac zabaw. Wpisany do rejestru zabytków wraz z Plantami Dużymi jako jeden kompleks parkowy. Między Dużymi Plantami a Małymi przebiega ulica Górnicza. Do stawu nieopodal ulicy Górniczej wpada potok Aleksander, a swój bieg w Plantach Małych kontynuuje już pod ziemią, spod której wypływa dopiero bezpośrednio do rzeki Jamny przy ulicy Świętego Wojciecha.